# Bill Whitehouse
Bill Whitehouse (n. 1 aprilie 1909, Londra, Regatul Unit al Marii Britanii și Irlandei – d. 14 iulie 1957, Reims-Gueux⁠(d), Champagne-Ardenne, Franța) a fost un pilot englez de Formula 1 care a evoluat în Campionatul Mondial în sezonul 1954.